# ルイストン (アイダホ州)
ルイストン（英: Lewiston）は、アメリカ合衆国アイダホ州ネズパース郡の都市であり、同郡の郡庁所在地である。人口は3万4203人（2020年）で、アイダホ州の北部地域ではコー・ダリーン市に次いで第2位、州全体では第9位である。ネズパース郡とワシントン州のアソティン郡に跨るルイストン都市圏の中では主要都市である。
ルイストンはスネーク川とクリアウォーター川の合流点にあり、ローワーグラニット・ダムがは北西48 kmの位置にある。スネーク川とコロンビア川にダムと閘門があるために、ルイストンには外洋船で来ることができる。ルイストン港はアイダホ州で唯一の海港であり、アメリカ西海岸では最も内陸かつ東にあるという特徴がある。空路ではルイストン・ネズパース郡空港を利用できる。
ルイストンの町は、その北東にあるピアースの近くで1860年に始まったゴールドラッシュの流れで、1861年に設立された。1863年には新設されたアイダホ準州の州都になった。しかしその地位は短命に終わり、1864年12月7日に州都をボイシに移す議案がアイダホ準州議会により可決された。
ルイストンの主要産業は農業、製紙、および木工製品であり、また軽工業もある。市内には公立の学部カレッジであるルイス・クラーク州立カレッジがある。文化活動としては、ドッグウッド祭、ホットオーガスト・ナイトおよびルイストン・ラウンダップがある。

## 歴史
ルイストンを訪れた最初のヨーロッパ人は1803年デイビッド・トンプソン遠征隊のメンバーだった。トンプソンはイギリス領北アメリカ（現在のカナダ）のハドソン湾会社のために毛皮交易基地を設立できる場所を探しており、アイダホでは初の白人入植地となるマッケンジー・ポストを設立した。しかしこの地域にいたネズ・パース族インディアンの男達はビーバーを罠で捕らえるのが女達の仕事と考え、部族全体が回遊性であり、女達は既に十分に捕らえたと考えたので、この基地は失敗することになった。1805年10月にはルイス・クラーク探検隊がこの地域を訪れた。後にルイストンの町となる場所にはネズ・パース族インディアンの集落があった。ルイスとクラークは1806年の太平洋からの帰り道でもこの地域を通過した。
ルイストンの町はメリウェザー・ルイスと、ビクター・トレビットの故郷であるメイン州ルイストンの両方に因んで名付けられたが、住民はトレビットがそのアイディアを提唱した理由を知らなかった。トレビットは単に「ルイス・クラーク探検隊の日誌」でこの町がある渓谷について述べていると語っただけだった。ルイストンの町は、その北東にあるピアースの近くで1860年に始まったゴールドラッシュの流れで、1861年に設立された。現在のアイダホ州では最初の新聞である「ザ・ルイストン・テラー」紙は1862年にワシントン準州に属していたルイストンの町で発行を始め、1892年9月には現在ある「ザ・ルイストン・モーニング・トリビューン」と合併した。1863年、ルイストンは新設されたアイダホ準州の州都になった。ルイストンの初期3人の白人入植者の一人であるトマス・J・ビールがルイストン・トリビューンの最初の記事の多くを執筆しており、89歳で無くなるまで執筆を続けた。
ルイストンの準州都としての位置付けは短命に終わった。アイダホ北部でのゴールドラッシュが鎮まり、南西部のアイダホシティを中心とする地域で新しい鉱山ブームが加熱し、アイダホシティは1860年代半ばに太平洋岸北西部で最大の人口を抱える都市となった。1864年12月7日に州都をボイシに移す議案がアイダホ準州議会により可決された。これは準州議会が合法で始まる6週間前のことであり、地理的境界に関する訴訟で、準州最高裁判所の判決が1票差で割れた後のことだった。ボイシは1866年に準州都となった。この変更はアイダホ北部では大変不人気であり、裁判所命令に違背するものだった。準州知事のケレイブ・ライアンと準州州務長官が密かに州章、文書および動産を持ち出し、当時の準州都ルイストンから逃亡した。ライアンは川を下ってオレゴン州ポートランドに行ったが、この旅の間に蒸気船の船室から動産を盗まれたとされている。準州州務長官は南のボイシに向けて出発し、きっと起こると見られていた大衆の暴動を避けた。アイダホ北部の人々は、1889年、ルイストンの北30マイル (48 km) のモスコーにアイダホ大学ができることで幾らか宥められた。1893年には州立師範学校ルイストン校、現在のルイス・クラーク州立カレッジが設立された。また南部のツインフォールズには別の師範学校が設立されたが、現在はなくなっている。ルイストンでは1862年にアイダホ初の公立学校が開校された。それ以来、ルイストン独立教育学区はアイダホ州の第1教育学区となっている（ボイシでは1865年に学校が作られ、第2教育学区となっている）。

## 地理
ルイストンはスネーク川とクリアウォーター川の合流点にある。すぐ西にはツインシティの小さい方の片割れであるワシントン州クラークストンがある。北向きに流れるスネーク川はヘルズ峡谷を離れてワシントン州との州境を形成し、西に流れるクリアウォーター川が市の北側境界になっている。この2つの川は市の北西隅で合流し、スネーク川の下流は西のワシントン州に向きを変え、4つのダムを過ぎた後、バーバンクでコロンビア川に合流する。
市の北西30マイル (48 km) にはローワーグラニット・ダムがあり、スネーク川下流にある4つのダムでは最も上流かつ最後のダムである。スネーク川はコロンビア川の支流では最大のものである。このダムは1972年に完成してルイストンまでの川の水位を上げ、新しい貯水池であるローワーグラニット湖の東端にルイストンがあることになる。これらのダムおよびそこに閘門があることにより、ルイストンには外洋船で来ることができる。オレゴン州アストリアで太平洋に注ぐコロンビア川河口から465マイル (750 km) のルイストン港はアイダホ州で唯一の海港であり、アメリカ西海岸では最も内陸かつ東にある という特徴がある。材木や穀物などの商品がルイストンからスネーク川とコロンビア川の水系を経て太平洋まで積み出されている。ルイストンの主要産業は農業、製紙業およびクリアウォーター製紙会社（2008年12月まではポトラッチ・コーポレーションに属していた）が所有し操業されている製材所で作られる木工製品であり、また軽工業もある。
スネーク川に沿った地域の大半は堤防によって洪水から守られている。堤防の大半はアメリカ陸軍工兵司令部が維持している。
ルイストンは北緯46度25分00秒 西経117度01分04秒 / 北緯46.41667度 西経117.01778度に位置する。
アメリカ合衆国国勢調査局による報告では、この内陸の町の市域全面積は17.2平方マイル (44.5 km2)、このうち陸地が16.5平方マイル (42.7 km2) であり、水域は0.7平方マイル (1.8 km2)、水域率は4.01%である。ルイストン中心街の標高は756フィート (230 m) であり、川面の740フィート (226 m) より僅かに高いだけである。中心街から離れると、標高は急速に高くなる。人口の多い市の南部は「ジ・オーチャーズ」（果樹園）と呼ばれている。このあたりは中心街よりかなり高く（標高1,400フィート (427 m) と町の中でも高い）、以前はこの地域を覆っていた果樹園に因んで名付けられた。現在では果樹園の名残がほとんど無いが、この地区の住居裏庭には多くの果樹が植えられている。ルイストン・ネズパース郡空港が南西の台地の外れ、標高1,438フィート (438 m) の位置にある。アイダホ州内で最も標高の低い地点はルイストン市内のスネーク川沿いにあり、そこからアイダホ州を出てワシントン州に入っている。

## 気候
ルイストンはステップ気候（ケッペンの気候区分BSk）にあり、冬は寒く、夏は暑くてやや乾燥する。
| ルイストンの気候                                                          | ルイストンの気候 | ルイストンの気候 | ルイストンの気候 | ルイストンの気候 | ルイストンの気候 | ルイストンの気候 | ルイストンの気候 | ルイストンの気候 | ルイストンの気候 | ルイストンの気候 | ルイストンの気候 | ルイストンの気候 | ルイストンの気候 |
| 月                                                                        | 1月              | 2月              | 3月              | 4月              | 5月              | 6月              | 7月              | 8月              | 9月              | 10月             | 11月             | 12月             | 年               |
| ------------------------------------------------------------------------- | ---------------- | ---------------- | ---------------- | ---------------- | ---------------- | ---------------- | ---------------- | ---------------- | ---------------- | ---------------- | ---------------- | ---------------- | ---------------- |
| 最高気温記録 °C （°F）                                                    | 19 (66)          | 22 (72)          | 27 (80)          | 37 (99)          | 40 (104)         | 43 (109)         | 47 (117)         | 46 (115)         | 42 (108)         | 34 (94)          | 25 (77)          | 19 (67)          | 47 (117)         |
| 平均最高気温 °C （°F）                                                    | 4.1 (39.4)       | 7.6 (45.6)       | 12.1 (53.8)      | 16.4 (61.6)      | 21.1 (70.0)      | 25.6 (78.0)      | 30.9 (87.6)      | 30.9 (87.6)      | 24.8 (76.7)      | 16.7 (62.0)      | 8.2 (46.8)       | 4 (39.2)         | 16.9 (62.4)      |
| 平均最低気温 °C （°F）                                                    | −2.2 (28.0)      | −0.4 (31.2)      | 2 (35.6)         | 4.8 (40.6)       | 8.3 (47.0)       | 12 (53.6)        | 15.2 (59.3)      | 15.2 (59.3)      | 10.5 (50.9)      | 5.1 (41.2)       | 1.2 (34.1)       | −1.9 (28.5)      | 5.8 (42.4)       |
| 最低気温記録 °C （°F）                                                    | −30 (−22)        | −28 (−18)        | −17 (2)          | −7 (20)          | −5 (23)          | 1 (34)           | 5 (41)           | 5 (41)           | −3 (27)          | −9 (15)          | −19 (−3)         | −31 (−23)        | −31 (−23)        |
| 降水量 mm （inch）                                                        | 29 (1.14)        | 24.1 (0.95)      | 28.4 (1.12)      | 33.3 (1.31)      | 39.6 (1.56)      | 29.5 (1.16)      | 18.3 (0.72)      | 19 (0.75)        | 20.6 (0.81)      | 24.4 (0.96)      | 30.7 (1.21)      | 26.7 (1.05)      | 323.6 (12.74)    |
| 出典：NOAA (normals, 1971−2000) Weather.com (extremes) September 22, 2009 |                  |                  |                  |                  |                  |                  |                  |                  |                  |                  |                  |                  |                  |

## 高規格道路

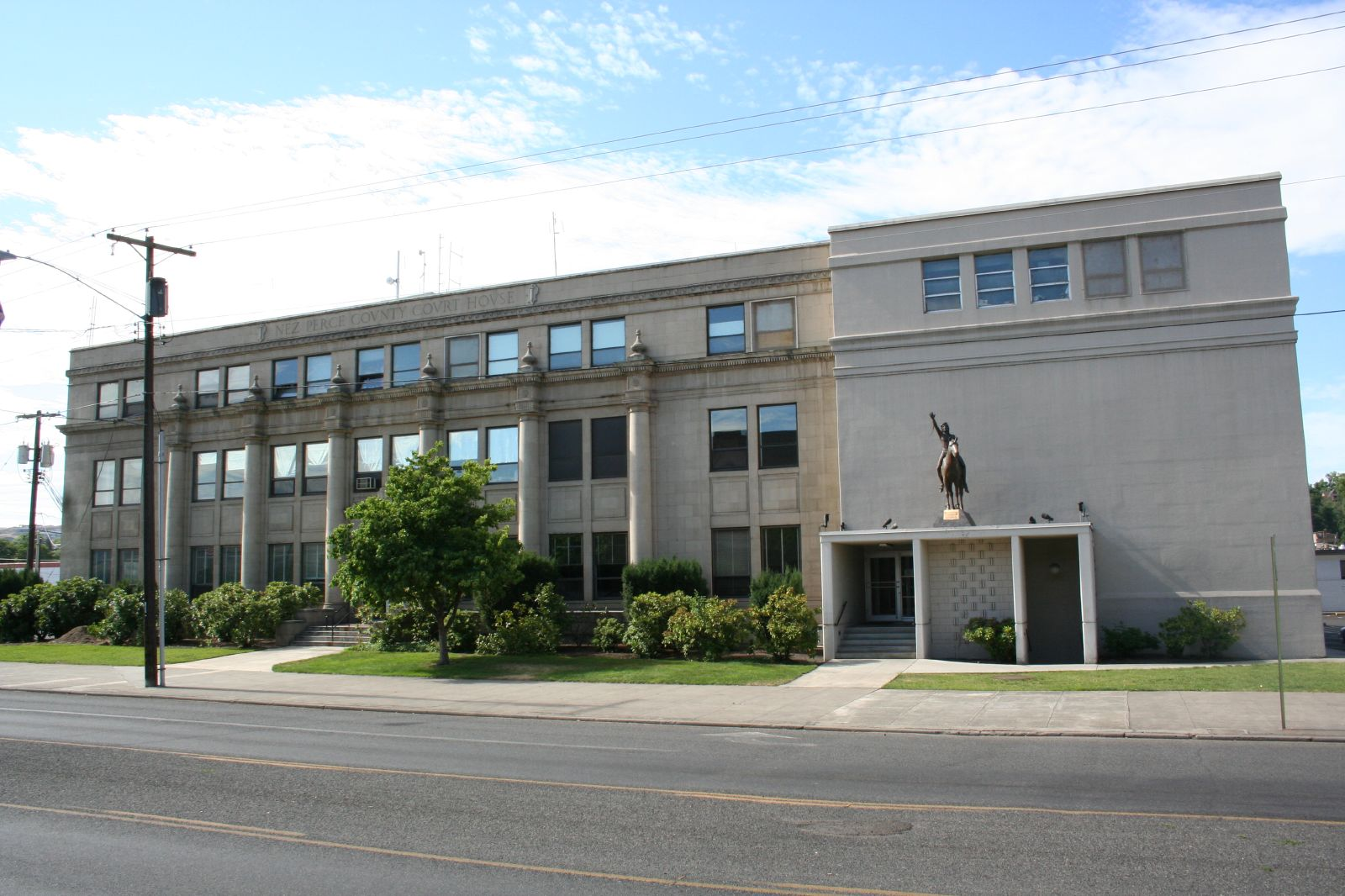
ネズパース郡庁舎

- – アメリカ国道12号線
- - アメリカ国道95号線
- – アメリカ国道128号線

市内北端に全長10マイル (16 km) の古い高規格道路があり、パルースと同じ高さにあるルイストンヒルまで標高差2,000フィート (610 m) を上り、ほとんど使われていないが、真に冒険好きな旅行者や一部事業者および住民の幾らかはそのパノラマを楽しむことができる。この道は「オールド・スパイラル・ハイウェイ」と呼ばれ、カーブが64か所ある大変曲がりくねった道であり、1971年に開通し、その後の62年間は北部の主要道路だった。地域にある山岳部道路では最も工夫された道路の1つとして見られてきた。1950年代ロックンロールのヒット曲「ホット・ロッド・リンカーン」は、後の1970年代にコマンダー・コディ・アンド・ヒズ・ロスト・プラネット・エアメンがカバーした曲だが、この丘で実際に行われたレースのことを歌っている。この歌の歌詞は後のバージョンではサンペドロやグレープバインなど様々に言い換えられたが、原曲が残されている。この道路の頂点ではアメリカ国道95号線と同195号線に接続している。1975年から1979年に建設された新しい4車線の国道95号線は、東側は直線に近く、急な下り坂でその後に南西に転じており、全長は約7マイル (11 km) である。どちらの道路もルイストンとクラークストンおよび周辺地域のすばらしい景観を楽しむことができる。

## 人口動態
設立頃の人口
- 1864 - 359人[7]
- 1863 - 414人[8]

以下は2006年の国勢調査推計による人口統計データである。
| 基礎データ - 人口: 30,905人 - 世帯数: 12,795世帯 - 家族数: 8,278家族 - 人口密度: 723.2人/km2（1,873.0人/mi2） - 住居数: 13,394軒 - 住居密度: 313.4軒/km2（811.8軒/mi2） 人種別人口構成 - 白人: 95.14% - アフリカン・アメリカン: 0.30% - ネイティブ・アメリカン: 1.59% - アジア人: 0.76% - 太平洋諸島系: 0.08% - その他の人種: 0.51% - 混血: 1.61% - ヒスパニック・ラテン系: 1.91% 年齢別人口構成 - 18歳未満: 23.3% - 18-24歳: 10.7% - 25-44歳: 26.7% - 45-64歳: 22.3% - 65歳以上: 17.0% - 年齢の中央値: 38歳 - 性比（女性100人あたり男性の人口） - 総人口: 95.3 - 18歳以上: 92.1 | 世帯と家族（対世帯数） - 18歳未満の子供がいる: 28.7% - 結婚・同居している夫婦: 51.3% - 未婚・離婚・死別女性が世帯主: 9.3% - 非家族世帯: 35.3% - 単身世帯: 27.9% - 65歳以上の老人1人暮らし: 12.0% - 平均構成人数 - 世帯: 2.36人 - 家族: 2.88人 収入と家計 - 収入の中央値 - 世帯: 36,606米ドル - 家族: 45,410米ドル - 性別 - 男性: 35,121米ドル - 女性: 22,805米ドル - 人口1人あたり収入: 19,091米ドル - 貧困線以下 - 対人口: 12.0% - 対家族数: 8.4% - 18歳未満: 15.2% - 65歳以上: 6.5% |

## 教育
ルイストンにはルイス・クラーク州立カレッジがある。公立の中等教育学校としてはルイストン高校、ジェニファー・ジュニア・ハイスクールおよびサカジャウェア・ジュニア・ハイスクールがある。小学校は7校ある。ルイストン高校は州内大規模校である5Aの高校である。そのマスコットはゴールデンベンガル、スクールカラーは紫と金色である。ルイストンの教育学区はアイダホ州内最古のものであり、1863年から始まった。

## 文化

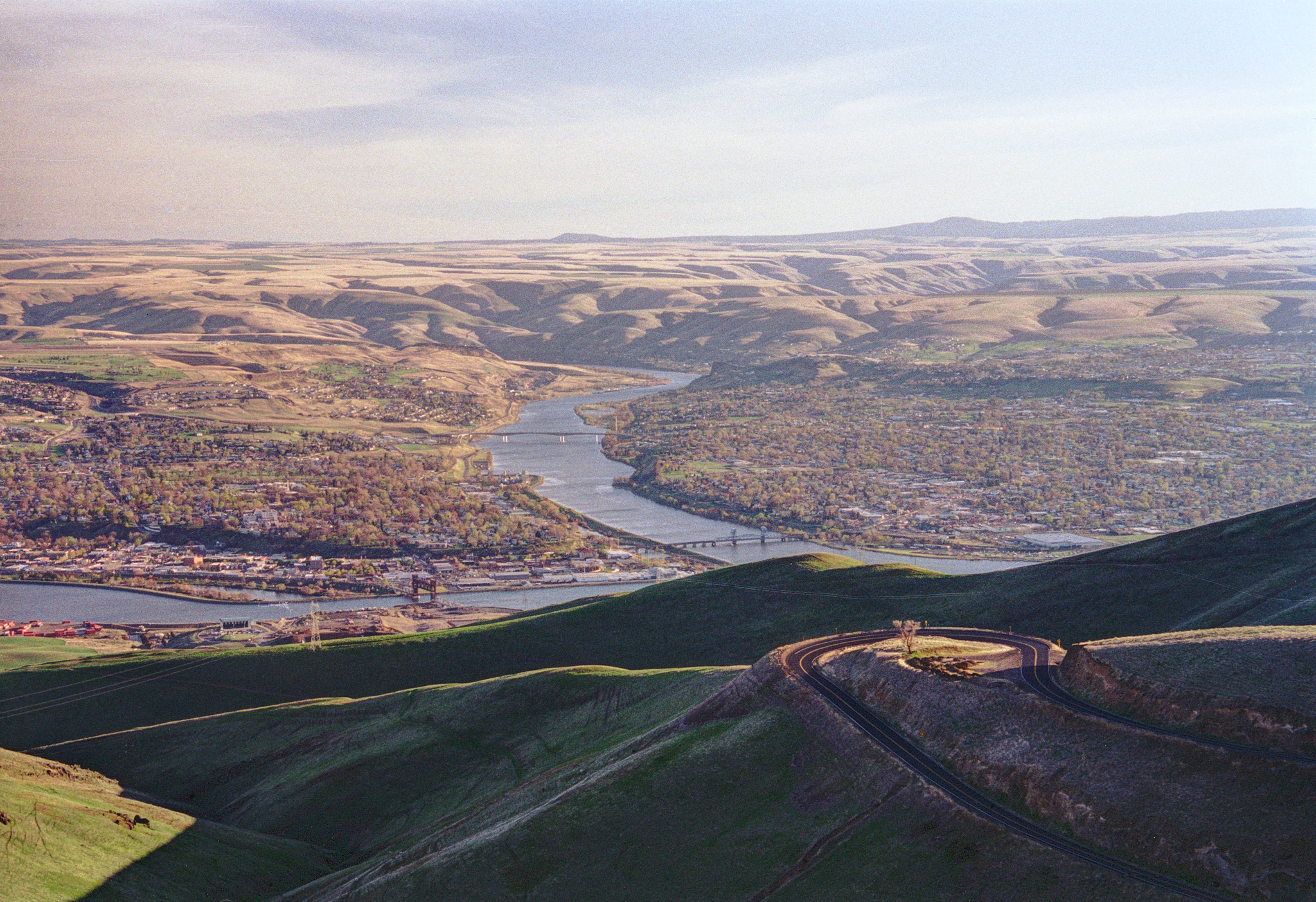
ルイストンとクラークストンの景観

ルイストンでは春にドッグウッド祭が開催される。この祭は、祭の期間に薫り高い花を咲かせるハナミズキ（dogwood）に因んで名付けられた。この祭から間もなく、花びらが雪のように庭や通りに散らされる。
夏の終わり頃に「ホットオーガスト・ナイト」が開催される。この祭では、38スペシャル、エディ・マネーおよびラバーボーイなど1950年代から1980年代のミュージシャンによる曲のコンサートがある。クラシックカーのショーの後、メインストリードで夜のパレードがある。秋には多くのハコヤナギの綿のような種を放ち、空中や通りに散乱して、雪のように覆う。
町のクリスマスは大型の祭となり、中心街では多くの光の装飾が行われる。元はジョハン・D・C・シーセンの邸宅と牧場があった場所、現在のロコモーティブ公園では、中央に引退した蒸気機関車92型とキャマス・プレーリー鉄道車掌車が展示されていることからこの名があり、感謝祭から大晦日まで大樹や歩道が灯りで装飾される。これらの行事は商工会議所が後援しており、展示物が印象的なので多くの観光客を惹き付けられている。
クリスマスと復活祭の季節、ルイストン青年会議所がルイストンヒルで（厳密にはワシントン州側、特にウィットマン郡クラークストンの上）光の展示を行い、近く渓谷のどこからでも見ることができる。この展示は星（クリスマス）と十字架（復活祭）の形に配置された通常の電球の長い帯でできている。同じ光の帯が双方の展示で使われ、灯される時は各シーズンとも24時間灯っている。
ルイス・クラーク州立カレッジは毎年市との共同で、5月にアビスタNAIAワールドシリーズを、9月にルイストン・ラウンダップを 開催している。ルイストン・ラウンダップはビッグ4あるいはビッグマネー4のメンバーであり（他にペンドルトン・ラウンダップ、ワラワラ・フェア・アンド・ロデオ、エレンズバーグ・ロデオ）、また職業ロデオ・カウボーイ協会のロデオでは50傑に入っている。
ルイストンは1952年から1974年までノースウェストリーグのプロ野球チームが本拠地にしていた。ルイス・クラーク・ブロンクスは、フィラデルフィア・フィリーズ、カンザスシティ・アスレチックス、セントルイス・カージナルス、ボルチモア・オリオールズおよびオークランド・アスレチックスなど多くの上位チームの傘下だった。1967年の支配下登録ではカンザスシティ・アスレチックスの選手とコーチの40％がルイストン在だった。その中でレジー・ジャクソンが最も有名な選手である。「ミスター・オクトーバー」と呼ばれたジャクソンは1966年にルイストンで20試合に出場した。その他にもリック・マンデイ、監督のジョン・マクナマラ、バート・キャンパネリスなどが居た。財政危機が続いた後で1975年1月に球団は解散された。その後6月にアイダホ州南西部のボイシ・Aズとして再登録され、2シーズン活躍した。

## 著名な住民
- ジェイク・スコット; NFL のガード、インディアナポリス・コルツ （2004年-2007年）、テネシー・タイタンズ